# Zoraida pterophoroides
Zoraida pterophoroides är en insektsart som först beskrevs av John Obadiah Westwood 1851.  Zoraida pterophoroides ingår i släktet Zoraida och familjen Derbidae. Inga underarter finns listade i Catalogue of Life.